# Florești (Huruiești), Bacău
Florești este un sat în comuna Huruiești din județul Bacău, Moldova, România.
Prima atestare documentară este din 1495, martie 13. În documentul emis, voevodul Ștefan cel Mare întărește vânzarea unei jumătăți din acest sat (partea de sus) de către Măgdălina, fiica lui Petru spătar, unor apropiați de-ai voevodului, Cozma și fratele lui, Vladul, și surorile lor, Neaga și Stana, și nepoata lor de frate Pătrana, pentru 36 zloți tătărești. În anul 1495, martie 15, s-a eliberat un alt document de la curtea voevodală, document ce întărea vânzarea de către Măgdălina, fiica lui Petru spătar, a celeilalte jumătăți de sat(partea de jos), Măriei, fiica lui Bârsan, și nepoților ei de frate Toma Bănilă și fratele lui, Petrea și surorilor lor, Sofiica și Mușa, fiii lui Bănilă, și nepoților ei de soră, Ion și frații lui, Trifu și Dragoș, fii Malei, pentru 35 zloți tătărești. Despre aceste personaje istorice există mai multe documente din acea perioadă.
Numele satului „Florești” provine de la „Florea”, probabil un proprietar din zonă. Spunem „probabil”, pentru că satul este foarte vechi, cel puțin din timpul lui Alexandru cel Bun (1400-1432).
O radiografie extrem de interesantă a satului o descoperim în anul 1774 (anul primului recensământ făcut în Moldova), când avem menționați toți locuitorii acestei frumoase localități:
- 55 toată suma caselor;
- 29 scădere rufeturile, însă 3 scutelnici boierești, 1 mazâl, 6 preoți și diaconi, 7 nevolnici i babe, 2 slujitori, 4 țigani, 3 sluji boerești, 3 argați maziliești;
- 1 ruptaș;
- 26 rămân birnici: Vasâle, cioban; Costantin Mâșcă, vornic; Costantin, olar, vătăman; Mihăilă Racul; Toader Mândrul; Ion Mândrul; Vasâlache sân Candachiei; Sandul sin baba Despa; Antohie Arhip; Mihălache Băncilă; Costantin Băncilă; Ioniță sân lui; Vasâle Ostafie; Gheorghie Macoveiu; Zaharie, crav; Sâmion; Vasâle; Mile; Toader Mane; Manolache vrat; Diiaconului; Antohie Mâșcă; Toader Băluță; Andronachi Mâșcă; Opria, cioban;
- rufeturile (meseriile): Toader, tăbăcaru, călăraș de Adjud; Alecsandru Buflim, călăraș; Ioniță Mâșcă, argat lui Toader Condurache; Ștefan Cârste, tij argat lui; Iftenie sân Petru, tij argat; Moisăi, rus, scutelnic Catrinii Jicniceroaei; Alecsa, scutelnic tij; Lupul Negrilă, scutelnic tij; Neculai Sămuilian, slugă clucerului Balșe; Apostol Bălăban, slugă tij; Paraschiva Beldimăniasă, mazâliță; Cârste, căpitan, ce să numește Niam; Neculai Bârcan slugă dumnealui hatmanului; Catrina, jicniceroae; Gavril Basoc, ruptaș cămării; Popa Toader Cernat; DiiaconulCostantin; Diiaconul Ion Aripă; Diiaconul Ion Mâșcă; Diiaconul Apostol Carcigă; Vasâle, monah; Baba Draghina; Baba Irina; Baba Mariia; Mariia, săracă; Tudosiia, săracă; Vasâle, pas, nevolnic; Gavril, țigan; Chiriiac, țigan; Istrati, țigan; Ene, țigan.

Satul mai este cunoscut ca „Valea Floreștilor”. În anul 1883 include moșia „Ciohodăiasca”, în 1838 cătunul Șarba (până în 1844). Din 1865 până în 1876 a făcut parte din comuna Condrăchești,  apoi timp de un an a fost inclus în comuna Gherdana, iar apoi a revenit la vechea com. Condrăchești. În 1887 înglobează satul Vitorogi (sat nelocalizat). Din 1929 până în 1931 a făcut parte din com. Corbasca, iar în perioada 1931-1968 a devenit (reședință de) comună ( Comuna Florești). În anul 1968 a fost încadrat în comuna Huruiești. De asemenea, menționăm aici că între 1950-1968 a înglobat satul Palanca. În documente mai poate fi găsit cu numele de Floreschti sau Floresty.
În localitate există o biserică cu hramul „Sf. Dumitru”, ctitorie ante 1774, reparată de mai multe ori (1845, 1899, 1927, 2010). Menționăm și o listă de preoți: pr. Toader Cernat, diaconii Constantin, Ion Aripă, Ion Mâșcă, Apostol Carcigă (1774), pr. Spiridon Moise (1791), pr. ioan Băcanu (1791-1823),, Pr. Machedon (1802) pr. Vasile Visu (1823-1890), pr. Costache Pamfil (1890-1924), pr. Chiriac Constantin (1924-1984), pr. Chirilă Vergil (din noiembrie 1984-prezent).
De aici au plecat oameni deosebiți:
- Florea Costache, profesor universitar la Facultatea de Medicină "Carol Davila", chirurg, ex-șeful de cardiologie de la Spitalul Universitar din București.
- Vasile Adăscăliței, profesor universitar, Facultatea de Litere, Universitatea A. I. Cuza, Iași. Folclorist.
- Adrian V. Adăscăliței, inginer.
- Adrian A. Adăscăliței, fiul lui Adrian V. Adăscăliței, profesor universitar, Facultatea de Inginerie Electrică, Universitatea Tehnică „Gheorghe Asachi” din Iași.[15]